# Pseudobradya exilis
Pseudobradya exilis är en kräftdjursart som beskrevs av Georg Ossian Sars 1920. Pseudobradya exilis ingår i släktet Pseudobradya och familjen Ectinosomatidae. Arten har ej påträffats i Sverige. Inga underarter finns listade i Catalogue of Life.